# Marina Toscano
Marina Toscano is een personage uit de soapserie Days of our Lives. De rol werd gespeeld door Hunter Tylo van 1989 tot 1990 toen haar personage overleed.

## Personagebeschrijving
Marina kwam naar Salem om samen te werken met Victor Kiriakis. Victor wilde de familieschat van de Toscano's vinden en Marina besloot hem te helpen, ze had echter niet de intentie om de schat met Victor te delen. Marina ging langs bij Steve Johnson en Kayla Brady. Steve was erg geschrokken om haar te zien omdat ze vroeger getrouwd waren en hij dacht dat hij Marina vermoord had toen ze na een ruzie op een schip overboord gevallen was. Ze wilde Steve niet terug, maar vroeg wel zijn hulp bij het zoeken naar de sleutel van de schat. Ze gingen allemaal naar Italië en Marina vond de sleutel en verving deze meteen door een valse. Victor had zijn mannetjes op hen afgestuurd en was woedend toen hij ontdekte dat de sleutel die ze bemachtigd hadden vals was.
Marina had de sleutel verborgen in het huis van Steve en Kayla. Marina en Kayla maakten ruzie en Kayla duwde Marina op de grond. Later werd Marina dood teruggevonden en Kayla werd door haar broer Roman gearresteerd voor de moord nadat Victor hem een tape van de ruzie bezorgde. Later kwam uit dat op de avond van de moord Marina's zus Isabella Toscano ook naar haar hotelkamer gekomen was. Marina was verbaasd om haar zuster te zien omdat ze haar had opgesloten in een instelling zodat ze niet naar hun vader Ernesto zou gaan om over de schat te vertellen. Marina nam een pistool en hield Isabella onder schot, maar de beide zussen begonnen te vechten nadat Isabella Marina van zich af duwde viel ze en stootte haar hoofd waarna ze overleed. Isabella had dit verdrongen en kon zich dit pas een hele tijd later herinneren. Ze werd vrijgesproken.